# Mariusz Dąbek
Mariusz Piotr Dąbek (ur. 28 lipca 1971 w Chrzanowie) – polski policjant, nadinspektor Policji, małopolski komendant wojewódzki Policji (2012–2016).

## Życiorys
Absolwent Technikum Mechanicznego w Olkuszu (1991). Ukończył Wyższą Szkołę Policji w Szczytnie oraz studia politologiczne na Akademii Pedagogicznej w Krakowie (2000). Służbę w Policji podjął w 1991 w komendzie powiatowej w Chrzanowie, w pionie dochodzeniowo-śledczym. Następnie zatrudniony był w sekcji ds. przestępczości gospodarczej (1994–1999) oraz w zespole kadr i szkolenia (1999). W latach 1999–2000 był specjalistą w sekcji ruchu drogowego komendy miejskiej Policji w Krakowie.
W 2000 przeszedł do służby w komendzie wojewódzkiej Policji w Krakowie. Początkowo był specjalistą, a później ekspertem w wydziale ruchu drogowego. Od 2004 sprawował funkcję zastępcy naczelnika oraz naczelnika sztabu Policji. W 2007 został pierwszym zastępcą komendanta wojewódzkiego w Krakowie. W lutym 2012 powołany na stanowisko małopolskiego komendanta wojewódzkiego Policji. Odwołany 1 lutego 2016.
W lipcu 2012 roku mianowany na stopień nadinspektora.

## Odznaczenia
- Srebrny Medal „Za Długoletnią Służbę”[2]
- Złota Odznaka „Zasłużony Policjant”[2]
- Złota Odznaka „Za zasługi w pracy penitencjarnej”[2]
- Srebrna Odznaka „Zasłużony dla Ochrony Przeciwpożarowej”[2]
- Srebrny Medal „Za zasługi dla obronności kraju”[2]